# Azzardo (programma televisivo)
Azzardo – Il gioco che fa notizia è stato un programma televisivo italiano a quiz, andato in onda su Rai 1 dal 2002 al 2003, e su Italia 1 nel 2007.

## Il programma
Azzardo fu il primo di due format testati da Rai 1 (l'altro era L'eredità) per sostituire Quiz Show, cancellato per questioni legali. Le domande erano basate sulle notizie d'attualità e su fatti curiosi. Vi partecipavano tre concorrenti e nel gioco vi era la presenza di tre ragazze "farfalla".
Il programma a carattere sperimentale, creato dalla Triangle Production di Silvio Testi, marito di Lorella Cuccarini, debuttò mercoledì 3 luglio 2002 su Rai 1 in fascia preserale, dalle 18.50 alle 20.00, dal lunedì al sabato, con la conduzione di Amadeus nella sua prima edizione, la quale è anche quella che registrò gli ascolti più alti (circa 4 milioni di telespettatori). Si concluse dopo una messa in onda sperimentale di 4 settimane, il 27 luglio 2002.
Fu riproposto nell'estate del 2003, dal 30 giugno, alla medesima ora sempre su Rai 1, stavolta condotto da Carlo Conti. La seconda stagione si chiuderà il 30 agosto 2003.
Gli autori delle due edizioni 2002-2003 furono Silvio Testi, Marco Salvati, Dario Di Gennaro, Gian Marco Di Gennaro, Maria Minelli; la regia era di Maurizio Pagnussat.
Il programma è stato successivamente ripreso nel 2007 da Mediaset, che dal 22 gennaio ne ha proposto una versione condotta da Alessandro Cecchi Paone ed Éva Henger in onda su Italia 1 dalle 20 alle 21. A partire dal 5 marzo successivo, tuttavia, cambia leggermente la formula e la conduzione, affidata a Daniele Bossari e Ainett Stephens, novità segnalate inoltre dal cambio del titolo in Azzardo the Match. Il programma, nelle sue edizioni targate Mediaset, non ha tuttavia riscontrato il successo sperato. Campione storico di entrambe le edizioni Mediaset è stato Ruben Kahlun.

### Vallette
Durante la gestione Conti, le vallette del programma erano: Silvia Valciková poi sostituita da Sara Zanier, Valentina Tisci, Francesca Giacomello e Svetoslava "Svetle" Simeonova Lozanova.

## Svolgimento del gioco
In questo gioco, partecipano tre concorrenti che partono tutti con un montepremi di 250000 € da difendere in tre manches.

### Prima manche: Una a te, una a me
In questa manche, dopo che il conduttore diceva l'argomento della domanda, i concorrenti avevano 30 secondi per aggiudicarsi l'asta che partiva da 1000 € a puntata. Al termine dei 30 secondi, il concorrente che si è aggiudicato l'asta rispondeva alla domanda che aveva tre opzioni di risposta.
Una volta che il giocatore, ha scelto l'opzione corretta doveva distribuire le due opzioni agli avversari, dove se egli rispondeva correttamente manteneva intatto il suo montepremi e faceva perdere l'importo della domanda agli avversari, altrimenti, perdeva lui stesso l'importo al suo montepremi.
In questa fase, venivano fatte tre aste per un totale di tre domande. Al termine di questa manche, il concorrente che aveva il montepremi più basso o che ha puntato di meno nelle precedenti aste nel caso in cui queste siano state aggiudicate ad un unico concorrente andava alla Domanda Azzardo.
Questo gioco, nella terza edizione del programma, venne sostituito dall'Errore di stampa in cui il concorrente che si è aggiudicato l'asta doveva individuare in un articolo di giornale qual era la definizione errata.

### Domanda Azzardo
A questa fase, giocava esclusivamente il concorrente col montepremi più basso o che ha puntato di meno nella precedente manche se le tre aste siano state aggiudicate ad uno stesso giocatore. Il concorrente per rientrare in gioco doveva puntare una certa somma fino al 50% del suo montepremi per recuperare gli avversari e rispondere ad una domanda con quattro opzioni di risposta. Se il concorrente rispondeva correttamente faceva perdere l'importo dell'azzardo agli avversari, altrimenti, perdeva egli stesso la quota dell'azzardo.

### Seconda manche: Tieni o butti via?
In questa manche, i tre concorrenti, dopo che il conduttore diceva l'argomento della domanda, avevano 30 secondi per aggiudicarsi l'asta che partiva da 2000 € a puntata. Al termine dei 30 secondi, il concorrente che si è aggiudicato l'asta rispondeva alla domanda che aveva quattro opzioni di risposta, in cui ogni volta che veniva svelata un'opzione di risposta, il giocatore doveva decidere se tenerla o scartarla. Le opzioni che poteva tenere il giocatore erano due al massimo, inoltre, se rispondeva bene faceva perdere l'importo dell'azzardo agli avversari, altrimenti, perdeva egli stesso la quota dell'azzardo.
In questa fase, venivano fatte in tutto tre domande e al termine di questa manche, il concorrente col montepremi più basso andava alla Domanda Azzardo.

### Terza manche: Le quattro verità
In quest'ultima manche, venivano fatte due domande più una finale, dove nelle prime due, dopo che il conduttore diceva l'argomento della domanda i concorrenti avevano 30 secondi per aggiudicarsi l'asta che partiva da 5000 € a puntata, poi, nell'ultima domanda veniva fatta un'asta al buio dove il concorrente che aveva puntato di più degli avversari si aggiudicava la domanda che aveva cinque opzioni di risposta. Il concorrente, nel rispondere alla domanda doveva scegliere quattro opzioni di risposta e se queste erano giuste, andava a disputare la manche finale, altrimenti, se sbagliava perdeva la somma puntata e andava in finale l'avversario col montepremi più alto.

### Manche finale: I protagonisti
Il concorrente con il montepremi più alto, doveva rispondere a 10 domande riguardo 10 personaggi in 3 minuti. Del suo montepremi, inizialmente, iniziava a giocare con la prima o le prime due cifre della somma accumulata fino alla seconda manche e se rispondeva esattamente a una domanda aggiungeva una cifra del suo bottino al montepremi vinto, altrimenti, perdeva una cifra. Al termine della manche, il concorrente se scaduto il tempo a disposizione non ha risposto ad alcune delle domande, il numero delle domande saltate veniva scalato dalle cifre del suo montepremi e tornava di diritto a giocare nella puntata successiva.

## Esportazione del format
Il format, interamente creato in Italia, è stato esportato in Francia, dove è stato trasmesso su France 2 dal 2003 al 2006 con il titolo Tout vu tout lu.